# Vlag van Baltimore

Vlag van Baltimore

De vlag van Baltimore is de officiële vlag van de stad Baltimore (Maryland).
Op de vlag staat het Battle Monument, een lokaal monument voor veteranen uit de oorlog van 1812 dat ook het centrale motief is op de zegel van de stad. Het veld heeft de kleuren van de Calvert-familie, die ook voorkomen in het eerste en vierde kwart van de vlag van de staat Maryland.
Respondenten van een onderzoek uit 2004, gesponsord door de North American Vexillological Association, beoordeelden de Baltimore stadsvlag met een 7,46 op een 10-puntsschaal, waarmee het de 18e beste Amerikaanse stadsvlag was in het 150 vlaggenonderzoek.